# Tour della nazionale maschile di rugby a 15 del Sudafrica 1968
Nel 1969, la nazionale sudafricana di rugby a 15, si reca in Francia per due match. Ottiene due importanti successi.

## Risultati
Sistema di punteggio: meta = 3 punti, Trasformazione=2 punti .Punizione e calcio da mark=  3 punti. drop = 3 punti. 
| Arbitro: | G.Lamb |

| |            | |
| mete: Bonal, Dauga 2 | Marcatori  | c.p.: Visagie 4 |
| 15 Henri Magois 14 Jean-Marie Bonal, 11 Pierre Besson 13 Claude Dourthe, 12 Jean-Pierre Lux 10 Christian Boujet, 9 Marcel Puget (c) 8 Walter Spanghero, 7 Michel Greffe, 6 Claude Chenevay 5 Elie Cester, 4 Benoit Dauga 3 Jean Iracabal, 2 Jean-Paul Baux, 1 Michel Lasserre sostituti: 16 B. Dufin, 17 Jean-Claude Noble 18 Jean-Louis Berot, 19 Michel Yachvili | Formazioni | 15 HO de Villiers 14 Jannie Engelbrecht, 11 Syd Nomis 13 Mannetjie Roux, 12 Eben Olivier 10 Piet Visagie, 9 Dawie de Villiers (c) 8 Tommy Bedford, 7 Jan Ellis, 6 Piet Greyling 5 Gawie Carelse, 4 Frik du Preez 3 Hannes Marais, 2 Gys Pitzer, 1 Mof Myburgh sostituti: 16 Tiny Neethling, 17 Don Walton 20 Piet Uys, 21 Rodney Gould |

| Arbitro: | D. d'Arcy |

| |            | |
| mete: Cester trasf.: Paries Drop: Paries, Puget | Marcatori  | mete: D. de Villiers Engelbrecht, Nomis trasf.: Visagie 2 |
| 15 Henri Magois 14 Jean-Pierre Lux, 11 Jean-Marie Bonal 13 Claude Dourthe, 12 Andre Ruiz 10 Lucien Paries, 9 Marcel Puget (c) 8 Walter Spanghero, 7 Dominique Bontemps, 6 Bernard Dutin 5 Elie Cester, 4 Benoit Dauga 3 Jean-Michel Esponda, 2 Jean-Paul Baux, 1 Michel Lasserre sostituti: 16 Georges Michel, 17 Jean Sillieres 18 Jean-Louis Berot, 19 Michel Yachvili 20 Paul Garrigues, 21 Michel Greffe, | Formazioni | 15 HO de Villiers 14 Jannie Engelbrecht, 11 Syd Nomis 13 Mannetjie Roux, 12 Eben Olivier 10 Piet Visagie, 9 Dawie de Villiers (c) 8 Tommy Bedford, 7 Jan Ellis, 6 Piet Greyling 5 Gawie Carelse, 4 Frik du Preez 3 Hannes Marais, 2 Gys Pitzer, 1 Mof Myburgh sostituti: 16 Tiny Neethling, 17 Don Walton 20 Piet Uys, 21 Rodney Gould |